# Andrés Rossini
Andrés Rossini (* 4. Dezember 1988) ist ein ehemaliger argentinischer Leichtathlet, der sich auf den Diskuswurf spezialisiert hat.

## Sportliche Laufbahn
Erste internationale Erfahrungen sammelte Andrés Rossini im Jahr 2010, als er bei den U23-Südamerikameisterschaften in Medellín mit einer Weite von 56,28 m die Goldmedaille gewann. 2013 nahm er an den Südamerikameisterschaften in Cartagena teil und gewann dort mit einem Wurf auf 57,77 m die Silbermedaille hinter seinem Landsmann Germán Lauro. Im Jahr darauf belegte er bei den Südamerikaspielen in Santiago de Chile mit 56,08 m den vierten Platz und wurde anschließend bei den Ibero-Amerikanischen Meisterschaften in São Paulo mit 57,37 m Fünfter und beendete damit im Alter von 25 Jahren seine Karriere als Leichtathlet.